# Centro Cultural Light
O Centro Cultural Light é um centro cultural localizado no número 168 da avenida Marechal Floriano, no Centro da cidade do Rio de Janeiro, no Brasil. Possuiː duas galerias para exposições; o teatro Lamartine Babo; uma exposição permanente sobre a história da empresa Light S.A.; quatro painéis de Di Cavalcanti; uma loja com artigos da organização não governamental Pipa Social; um bistrô; e o Museu Light da Energia.

## História
A empresa foi constituída em Toronto, no Canadá, em 9 de junho de 1904, sob a razão social "The Rio de Janeiro Tramway, Light and Power Cº Ltd., tendo sido autorizada a operar no Rio de Janeiro pelo Decreto nº 5 539, de 30 de maio de 1905. A sua sede foi estabelecida no Centro do Rio de Janeiro, à Avenida Rio Branco número 76, endereço que ocupou até a inauguração da nova e definitiva sede, à avenida Marechal Floriano 168, em 13 de abril de 1912.

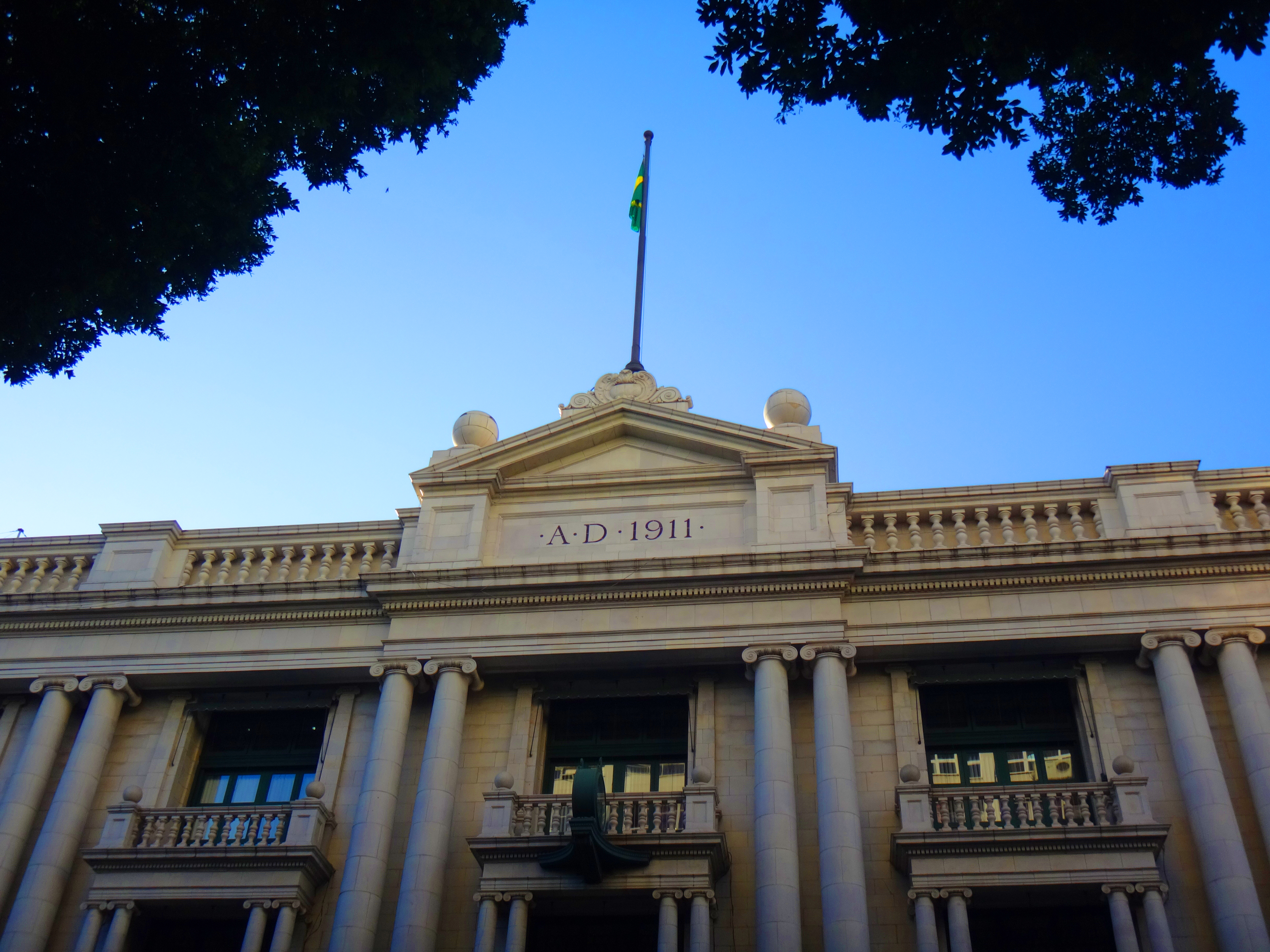
Registro superior da fachada do edifício do Centro Cultural

O novo edifício-sede, projetado pelo escritório de New York do primeiro presidente e principal organizador da Light, o engenheiro estadunidense Frederick Stark Pearson, erguia-se onde primitivamente existiam os escritórios e currais de animais de tração da Companhia de Carris Urbanos. A sua estrutura metálica, assim como os principais elementos do prédio, foram importados dos Estados Unidos.
De características arquitetônicas únicas no Brasil, o imóvel encontra-se tombado pela Prefeitura da Cidade do Rio de Janeiro através do decreto 5 459, de 8 de novembro de 1985. Está classificado como de Interesse Nacional pela Portaria nº 002 de 14 de março de 1986, do Instituto do Patrimônio Histórico e Artístico Nacional.
Em 1994, o térreo do edifício, além da área de atendimento ao público, passou a abrigar o Centro Cultural Light.

## Características
O edifício possui 12 168,68 metros quadrados e foi construído em três seções, ao longo de 18 meses. Abrigava a administração da companhia nos seus dois pavimentos superiores, e centralizava, no térreo, as principais linhas de bondes urbanos e o atendimento ao público.
Vencendo grandes vãos e deixada aparente, a estrutura permitiu a utilização de amplos espaços abertos para a instalação de escritórios - um conceito arquitetônico e administrativo também pouco usual para a época.
Destaca-se, ainda, a diferença entre o tratamento dado às fachadas laterais e de fundos, de grande simplicidade, conferida pelas paredes de alvenaria de tijolos maciços também aparente, com grandes esquadrias de ferro.